# Hodder Stjernswärd (1924–2021)
Rudolf Hodder Åke Stjernswärd, född 23 september 1924 i Lunds stadsförsamling i Malmöhus län, död 6 augusti 2021 i Ystads distrikt i Skåne län, var en svensk militär (överste av första graden) och hovstallmästare samt militärhistorisk författare.

## Biografi
Stjernswärd avlade studentexamen i Lund 1945. Han avlade officersexamen vid Kungliga Krigsskolan den 28 augusti 1948 och blev samma år fänrik vid kavalleriet placerad vid Skånska kavalleriregementet (K 2). Stjernswärd gick på Arméns rid- och körskola i Strömsholm 1949–1950 och befordrades till löjtnant i kavalleriet 1950 och vid kavalleriet 1951. Han förflyttades 1952 till Norrlands dragonregemente (K 4), gick stabskurs vid Militärhögskolan åren 1956–1958 och tjänstgjorde vid Kavalleriets kadettskola (där han var kurskamrat med Olof Palme) 1958–1959 och som generalstabsaspirant för att bli kapten i generalstabskåren samt förordnad kapten vid Försvarsstaben (Fst) 1961. År 1965 placerades han vid Skånska dragonregementet (P 2) som kapten vid pansartrupperna och befordrades till major i pansartrupperna 1966. Han var 1966–1969 avdelningsdirektör i Rikspolisstyrelsen.
År 1969 blev Stjernswärd överstelöjtnant i pansartrupperna och omplacerades då till Gotlands regemente (P 18) som utbildningschef för att 1972 återföras till kavalleriet som sekundchef för Livgardesskvadronen (K 1), vilket han var till 1974 då han befordrades till överste och för tredje gången bytte truppslag och placerades vid P 2. Åren 1974–1977 var Stjernswärd chef för Arméns kompaniofficersskola, varefter han 1977–1980 var chef för P 18 och 1980–1981 chef för P 2. År 1981 befordrades han till överste av första graden, varpå han 1981–1984 var chef för Livgardets dragoner tillika befälhavare för Stockholms försvarsområde (K 1/Fo 44) och kommendant i Stockholm.
Stjernswärd erhöll avsked från K 1/Fo 44 och armén 1984 och tjänstgjorde därefter som hovstallmästare 1984–1991. Han har även författat ett antal artiklar i militär fackpress och ett flertal böcker. Han invaldes 1987 som ledamot i Kungliga Krigsvetenskapsakademien. Stjernswärd var även ordförande i HM Konungens hospitalsfond, Stockholmskretsens hemvärnsförbund, Livregementets till häst kamratförening och vice ordförande i Stiftelsen den beridna högvakten.
Hodder Stjernswärd tillhörde ätten Stjernswärd. Han var son till hovstallmästaren Hodder Stjernswärd och Ingrid Löwenborg. Han var gift första gången 1954–1974 med Eva Birgitta Löfgren (1934–1980), dotter till köpmannen Helge och Lisa Löfgren. Stjernswärd var gift andra gången 1979–1981 med E. Gunnel Maria Tideman (född 1938), dotter till avdelningschefen Helge och översköterskan Ragnhild Tideman. Han var gift tredje gången 1984–2003 med avdelningsdirektören juris kandidat Marianne Inga Héléne Lindmark (född 1946), dotter till kommendörkapten 1. graden Carl Lindmark och Märtha Lilliestråle. Stjernswärd var gift en fjärde gång från 2005 med biståndshandläggaren Inger Emelie Christina Holmberg (1944–2013), i hennes andra gifte. Han är far till Eva Ingrid Charlotte (född 1954) och Fredrik Philip Hodder (1957–2021).
Stjernswärd var bosatt i Ystad och är begravd på Vittskövle kyrkogård.

## Utmärkelser
Ett urval av Hodder Stjernswärds utmärkelser:
- Riddare av Kungliga Svärdsorden (RSO, 1967)
- Kommendörstecknet av I klass av Finlands Vita Ros’ orden (KFinlVRO)
- Guldmedaljen för nit och redlighet i rikets tjänst
- Riddare av Johanniterorden (RJohO)
- Hemvärnets förtjänstmedalj i guld
- Riksförbundet Sveriges lottakårers förtjänstmedalj i guld
- Storofficer av Förbundsrepubliken Tysklands förtjänstorden (StoffTyskRFO, 1988)
- Kommendör med stjärna av Isländska falkorden (26 oktober 1981)[14]